# Fang (astronomie chinoise)
Pour les articles homonymes, voir Fang.
Fang (chinois : 房宿, pinyin : fáng xiù) est une loge lunaire de l'astronomie chinoise. Son étoile référente (c'est-à-dire celle qui délimite la frontière occidentale de la loge) est π Scorpii. La loge occupe une largeur approximative de 5 degrés. L'astérisme associé à la loge contient, outre cette étoile, trois autres étoiles. En astrologie chinoise, cette loge est associée au groupe du dragon vert de l'est.

## Source
- (en) Francis Richard Stephenson et David A. Green, Historical supernovae and their remnants, Oxford, Oxford University Press, 2002, 252 p. (ISBN 0198507666), page 18.